# John Cornelius Bresnahan
John Cornelius Bresnahan est un avocat et homme politique américain né à Lawrence le 14 novembre 1919 et mort dans la même ville le 31 juillet 1983.

## Biographie
Il suit ses études à la Lawrence High School, à l'University of Notre Dame, à la Suffolk Law School LL.B. et à l'Harvard Littauer School of Government. 
Il est député à la Chambre des représentants du Massachusetts de 1949 à 1970.